# Nalda
Nalda é um município da Espanha 
na província e comunidade autónoma de La Rioja, de área 24,60 km² com população de 1074 habitantes (2007) e densidade populacional de 38,66 hab/km².

## Demografia
| Variação demográfica do município entre 1991 e 2004 | Variação demográfica do município entre 1991 e 2004 | Variação demográfica do município entre 1991 e 2004 | Variação demográfica do município entre 1991 e 2004 |
| --------------------------------------------------- | --------------------------------------------------- | --------------------------------------------------- | --------------------------------------------------- |
| 1991                                                | 1996                                                | 2001                                                | 2004                                                |
| 905                                                 | 907                                                 | 895                                                 | 946                                                 |